# هارا گاما
هارا گاما (به لاتین: Haragama) یک منطقهٔ مسکونی در سری‌لانکا است که در استان مرکزی (سری‌لانکا) واقع شده‌است.